# Baeckea subcuneata
Baeckea subcuneata är en myrtenväxtart som beskrevs av Ferdinand von Mueller. Baeckea subcuneata ingår i släktet Baeckea och familjen myrtenväxter. Inga underarter finns listade i Catalogue of Life.